# Les Précieuses ridicules

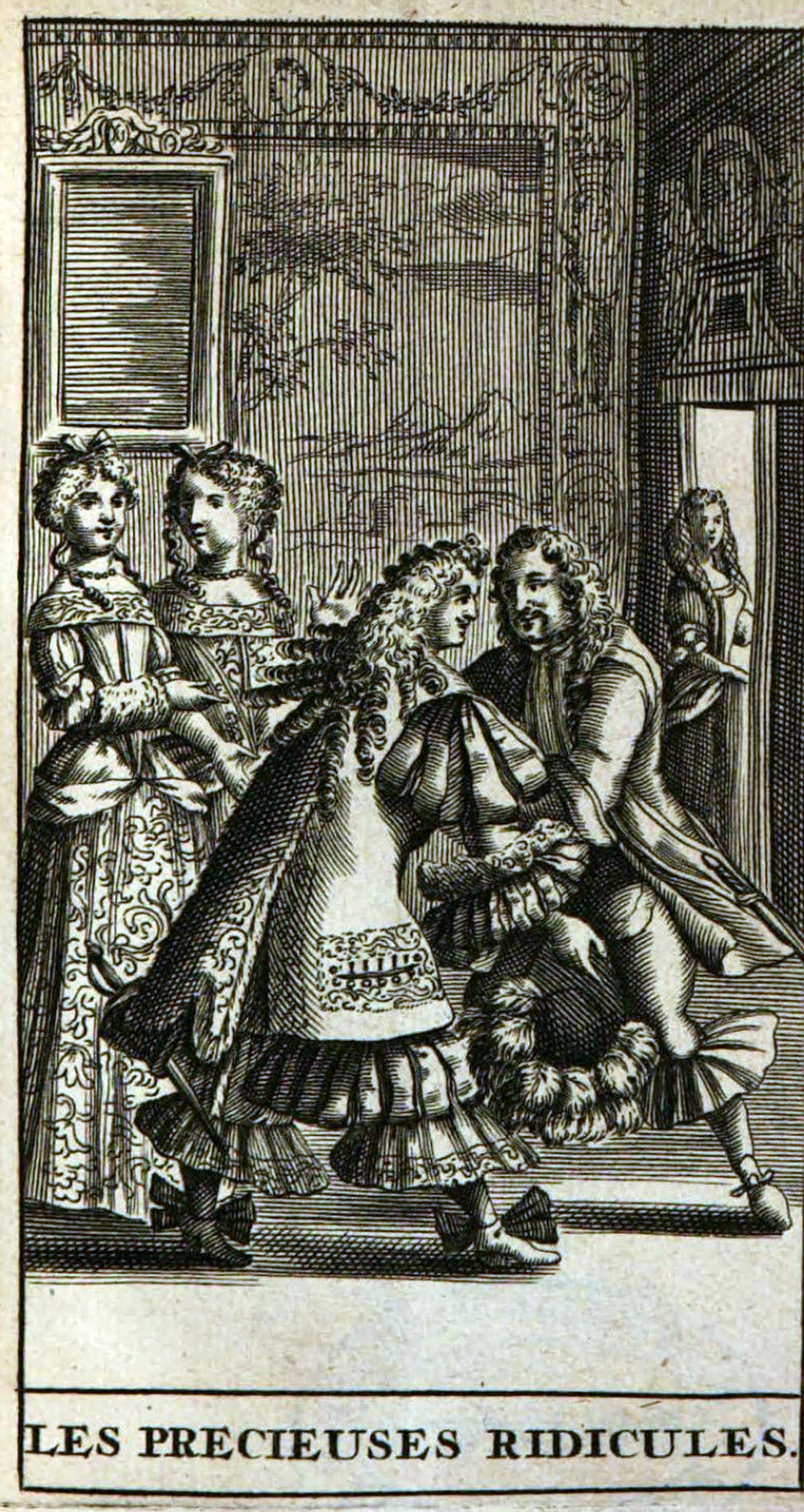
Frontispice de l'édition de 1682.

Les Précieuses ridicules est une comédie en un acte et en prose de Molière, représentée pour la première fois le 18 novembre 1659 au théâtre du Petit-Bourbon, à Paris, en seconde partie de spectacle. Elle connut un succès considérable, qui se traduisit par l'apparition d'une mode littéraire nouvelle, la satire des « précieuses » et de la « préciosité », termes popularisés par la pièce de Molière.
Pour éviter que la pièce ne fût imprimée sans son approbation, Molière accepta de la laisser publier par des libraires de son choix, et elle fut ainsi la première de son auteur à connaître les honneurs de l’imprimé.

## Résumé
Deux jeunes gens, La Grange et Du Croisy, sortent de chez Gorgibus, un bourgeois de province récemment arrivé à Paris. Ils sont très mécontents de l'accueil méprisant que leur ont réservé Magdelon et Cathos, respectivement fille et nièce du vieillard. La Grange explique à son ami la manière dont il entend se venger des trop fières jeunes filles : en leur faisant rencontrer Mascarille, son valet, « un extravagant qui s'est mis dans la tête de vouloir faire l'homme de condition ». (scène 1)
Découvrant que les deux jeunes gens sont mécontents de leur visite, Gorgibus, afin d'en comprendre la raison, fait appeler Magdelon et Cathos, qui sont occupées à se mettre « de la pommade pour les lèvres ». (scènes 2 et 3)
Alors que Gorgibus leur demande des explications sur leur comportement envers La Grange et Du Croisy, qu'il leur destinait pour maris, Magdelon et Cathos lui affirment qu'il est hors de question pour elles de se marier à des gens « incongrus en galanterie », et qu'elles veulent vivre une aventure galante et romanesque ressemblant aux romans de Mlle de Scudéry. Ne comprenant rien à leur discours, Gorgibus s'entête : il veut les marier le plus vite possible, ou sinon elles seront envoyées au couvent. (scène 4)
Une fois Gorgibus parti, Magdelon et Cathos s'entêtent dans leur rêverie en s'imaginant qu'elles ne sont pas réellement sa fille et sa nièce, et qu'« une naissance plus illustre » leur sera un jour révélée. Marotte, leur servante, annonce alors l'arrivée du « marquis de Mascarille », que les deux précieuses s'empressent de recevoir. (scènes 5 et 6)
Arrivée de Mascarille en chaise à porteurs. Refusant de payer les porteurs sous prétexte qu'on ne demande pas de l'argent à une personne de sa qualité, il accepte cependant très vite quand l'un d'entre eux le menace d'un bâton. Il attend Magdelon et Cathos qui se recoiffent. (scènes 7 et 8)
Mascarille rencontre Magdelon et Cathos et leur fait des compliments. Il leur promet de les présenter à « une académie de beaux esprits » ; il leur fait également part de ses propres talents en récitant et chantant un impromptu qu'il a composé, et qui est très admiré par les deux précieuses. Il leur fait également admirer ses habits, avant de se plaindre que son cœur est « écorché » par leurs regards. (scène 9)
Entre en scène Jodelet, présenté comme étant le « vicomte de Jodelet » par son ami Mascarille. Tous deux se complimentent sur leurs exploits à la guerre en montrant à Magdelon et Cathos leurs cicatrices. Ils décident alors de donner un petit bal à leurs hôtesses et leurs voisines. (scènes 10 et 11)
Entrent en scène les voisines et les violons pour le bal. Mascarille danse avec Magdelon et Jodelet avec Cathos. (scène 12)
La Grange et Du Croisy font irruption dans la pièce et frappent Mascarille et Jodelet, avant de repartir. Magdelon et Cathos sont choquées, mais Mascarille et Jodelet ne semblent pas vouloir se venger de l'affront. (scènes 13 et 14)
Retour de La Grange et Du Croisy, qui révèlent que Mascarille et Jodelet sont leurs valets, et leur font retirer leurs atours. Se rendant compte de leur erreur, les deux précieuses laissent éclater leur dépit. (scène 15)
Magdelon et Cathos se plaignent à Gorgibus de la « pièce sanglante » qu'on leur a jouée, mais Gorgibus réplique que c'est à cause de leur extravagance qu'une telle chose a pu se produire. Mascarille et Jodelet, ainsi que les violons, sont jetés à la porte, puis Gorgibus, en colère, voue les romans, vers, chansons, sonnets et sonnettes « à tous les diables ». (scènes 16 et 17).

## Contexte

### Distribution originale
| Acteurs ayant créé les rôles                    |                        |
| Personnage                                      | Acteur                 |
| La Grange, amant rebuté                         | La Grange              |
| Du Croisy, amant rebuté                         | Du Croisy              |
| Gorgibus, bon bourgeois                         | L'Espy                 |
| Magdelon, fille de Gorgibus, précieuse ridicule | Madeleine Béjart       |
| Cathos, nièce de Gorgibus, précieuse ridicule   | Catherine De Brie      |
| Marotte, servante des précieuses ridicules      | Marie Du Croisy        |
| Almanzor, laquais des précieuses ridicules      | De Brie                |
| Le marquis de Mascarille, valet de La Grange    | Molière                |
| Le vicomte de Jodelet, valet de Du Croisy       | Jodelet                |
| Deux porteurs de chaise                         | Du Croisy et La Grange |
| Voisines                                        |                        |
| Violons                                         |                        |

La liste des interprètes de la plupart des personnages est facile à établir, ces derniers étant désignés par les noms de scène des comédiens les incarnant : ainsi, c'est sous le nom de Jodelet qu'était connu l'acteur Julien Bedeau, sous ceux de du Croisy et de La Grange que se faisaient appeler au théâtre Philibert Gassot et Charles Varlet, tandis que Mascarille était le nom de scène de Molière (il était celui des personnages qu'il avait interprétés dans L'Étourdi et dans Le Dépit amoureux.) Quant à Magdelon (équivalent du français contemporain Madelon et prononcé comme tel), Cathos (prononcé « Catau », équivalent du français contemporain Cathy) et Marotte, ce sont les diminutifs de Madeleine (Béjart), Catherine (De Brie) et Marie (Du Croisy). Le personnage de Gorgibus était tenu par le frère de Jodelet, L'Espy, qui s'était spécialisé dans les rôles de vieillards. Enfin, les figurants étaient vraisemblablement interprétés par le personnel du Petit-Bourbon (moucheurs de chandelles, portier, etc.)

### Création desPrécieuses ridiculesau théâtre

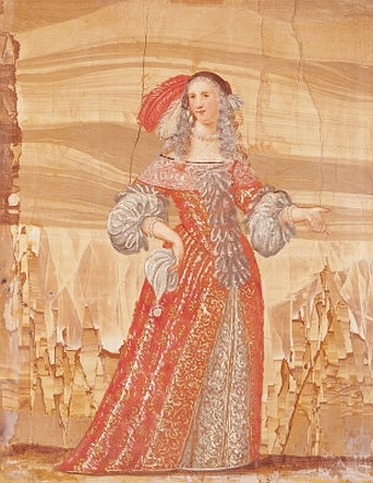
Madeleine Béjart dans le rôle de Magdelon en 1659.

La Première des Précieuses ridicules eut lieu le mardi 18 novembre 1659, en complément du Cinna de Pierre Corneille. En décidant d'accompagner d'une petite comédie une pièce en cinq actes, Molière renouait avec une pratique qui avait disparu des théâtres parisiens au début de la décennie précédente. Toutefois, cette innovation ne bénéficia pas d'un traitement particulier : le prix des places était le même que pour une représentation normale (au lieu d'être doublé comme c'était le cas pour les Premières), et le lancement des Précieuses ridicules ne fut pas programmé le vendredi, comme il était d'usage pour les nouvelles pièces. La pièce disparut ensuite de la scène pendant une quinzaine de jours, remplacée par la reprise de La Mort de Chrispe, tragédie de Tristan L'Hermite, puis par la création d'une autre tragédie, Oreste et Pylade, du dramaturge rouennais Coqueteau de La Clairière (ami et protégé des frères Corneille.)
Cette nouvelle tragédie n'obtint qu'un succès médiocre, et elle ne fut jouée que trois fois, avant d'être remplacée par Alcionée, tragédie de Du Ryer. C'est en complément de cette dernière pièce que Les Précieuses ridicules firent leur retour sur la scène. La comédie fut représentée ensuite en complément de Rodogune, du Cid et d'Horace, toutes trois de Pierre Corneille. Malgré un succès spectaculaire de cette petite comédie, ses représentations furent à nouveau interrompues afin de permettre la création de Zénobie, une tragédie de Jean Magnon qui n'obtint aucun succès, sauf à partir du moment où elle fut accompagnée des Précieuses ridicules. Pourtant, malgré le succès évident de cette dernière, elle ne fut représentée qu'irrégulièrement jusqu'à la traditionnelle relâche de Pâques (le vendredi 12 mars 1660), peut-être parce que l'acteur Jodelet était déjà malade (il mourut le 26 mars 1660).
À la réouverture des théâtres, au début du mois d'avril, l'acteur Gros-René reprit le rôle de Jodelet, mais là encore Les Précieuses ridicules ne connurent que quelques représentations, avant d'être définitivement abandonnées vers la fin de l'année 1661 (en dehors de trois reprises en 1666.) La première pièce imprimée de Molière ne fut ainsi représentée que cinquante-cinq fois du vivant de son auteur.

### Un succès considérable et embarrassant
Le nombre des représentations des Précieuses ridicules, relativement peu élevé, ne saurait pourtant rendre compte de l'énorme succès que rencontra cette pièce, qui apportait un souffle nouveau à la comédie : en effet, aux côtés des procédés traditionnels du burlesque (ainsi par exemple du valet déguisé en seigneur qui agit de manière ridicule), les personnages ne répondaient pas aux canons du genre comique, et ils apparurent aux spectateurs comme des caricatures de figures de la société galante. Cette dimension parodique des personnages était une nouveauté, et elle montrait au public que la société contemporaine pouvait donner matière à une pièce bouffonne. Par ailleurs, le succès des Précieuses ridicules donna naissance à une mode littéraire, et de nombreux ouvrages parurent qui évoquèrent ces « précieuses » dont parlait la pièce, au point de donner une apparence de réalité socio-historique à cette « préciosité » qui, en fait, n'a jamais existé en tant que telle.
Le succès des Précieuses ridicules présenta toutefois plusieurs inconvénients pour Molière : tout d'abord, l'aspect parodique de la pièce fit que ses adversaires y virent une satire dirigée contre des personnes réelles, accusation contre laquelle il se défendit en expliquant dans la préface des Précieuses ridicules qu'il ne s'en prenait pas à des personnes réelles, mais à des types sociaux, type de défense qu'il devait réutiliser dans La Critique de l'École des femmes trois ans plus tard. D'autre part, le succès de cette petite comédie, associé aux échecs répétés rencontrés par Molière dans l'interprétation et la mise en scène de tragédies, engendrèrent l'idée selon laquelle il n'était bon qu'à représenter des farces, mais était incapable de s'élever à un genre plus noble. Reste que Les Précieuses ridicules apportent à la troupe un certain confort financier, d’après la comptabilité de La Grange. Alors que la représentation de Jodelet ou le Maître Valet, sur un texte de Scarron, avait rapporté 155 livres de recettes le 30 avril 1659, celle des Précieuses ridicules entraîne un encaissement de 1400 livres.

### Publication de la pièce
Dans la préface qu'il rédigea à l'occasion de la publication de sa pièce en janvier 1660, Molière écrivit que c'était malgré lui que l'ouvrage avait été imprimé. En effet, plusieurs textes reprenant ce titre avaient été publiés entre la fin de l'année 1659 et le début de l'année 1660 : le Récit en prose et en vers de la Farce des précieuses, de Mademoiselle Desjardins (future Madame de Villedieu), avait ainsi été imprimé chez le libraire Guillaume de Luyne, puis chez Claude Barbin. Par ailleurs, au début de janvier 1660, le texte d'une pièce de théâtre qui n'avait pas encore été jouée (et qui ne devait jamais l'être), Les Véritables précieuses, fut à son tour imprimé,. Son auteur, Antoine Baudeau de Somaize, ne se privait pas d'attaquer Molière. Mais davantage que ces parutions d'imitations et de plagiats, ce fut l'impression d'une édition du texte de sa pièce, réalisée sans son approbation (et pour laquelle il ne percevait donc aucune rétribution) par le libraire parisien Jean Ribou qui poussa Molière à passer un contrat avec Luyne afin de publier une version des Précieuses ridicules sur laquelle il conserverait un contrôle éditorial,. 
Cette publication des Précieuses ridicules constitue un évènement dans l'histoire littéraire, non seulement parce qu'il s'agit de la première pièce qu'ait publiée Molière, mais également parce que jamais encore une pièce en un seul acte et en prose n'avait connu cet honneur. Molière écrit pourtant en tête de sa préface que c'est à contre-cœur qu'il se résolut à cette publication. C'est que vraisemblablement, il eût préféré commencer sa carrière d'auteur avec la publication des grandes comédies en cinq actes et en vers qu'il avait déjà écrites (L'Étourdi et Le Dépit amoureux), voire avec sa « comédie sérieuse », Don Garcie de Navarre, dont il avait commencé à lire des extraits dans les salons.

## Éléments d'analyse

### Les sources de Molière

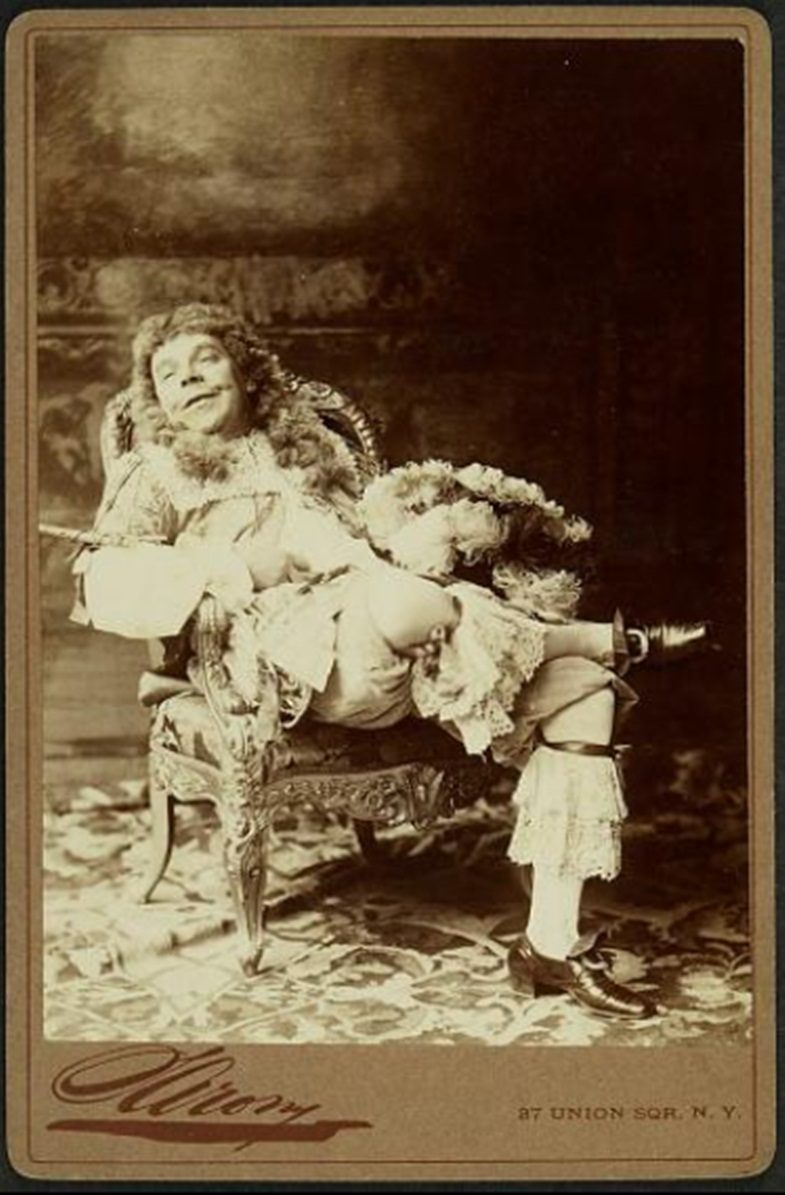
Coquelin aîné dans le rôle de Mascarille en 1888.

Pour écrire Les Précieuses ridicules, Molière s'inspira de plusieurs ouvrages parus quelques années avant la création de sa pièce. Sa source principale semble avoir été L'Héritier ridicule de Paul Scarron, publié en 1650, et qui fut interprété vingt-neuf fois par la troupe de Molière entre 1659 et 1666. De cette pièce, elle-même inspirée d'une comédie espagnole publiée en 1647, El Mayorazgo figura de Castillo Solórzano, Molière reprit vraisemblablement le thème du valet ridicule déguisé en gentilhomme dans le but de séduire une jeune femme destinée à son maitre.
L'opuscule satirique de Charles Sorel « Les lois de la galanterie », inventaire parodique des moyens à mettre en œuvre pour mériter le titre de « galant », fut également une source des Précieuses ridicules, dans laquelle Molière puisa une grande part des propos et des comportements de Mascarille et de Cathos et Magdelon,.
Enfin, le roman de Michel de Pure, La Précieuse ou le mystère des ruelles, publié en 1656, qui, sous la forme d'histoires et de conversations entre les protagonistes du roman, traite des thèmes de la condition féminine, a pu exercer une influence sur le sujet des Précieuses ridicules. Qui plus est, la troisième partie du roman, qui évoque la représentation d'une pièce des comédiens italiens à Paris, dévoile peut-être une source plus directe de la pièce de Molière : il y est en effet question d'une jeune fille qui préfère un faux poète à un véritable homme de qualité, et, d'après Les Véritables précieuses de Somaize, cette pièce, qui aurait effectivement été représentée par les Italiens, montrerait « deux valets [...] qui se déguisent pour plaire à deux femmes et que leurs maitres battent à la fin. » Mais l'existence de cette pièce est sujette à caution, surtout dans la description qu'en donne Somaize, qui pouvait avoir intérêt à faire passer Molière pour un plagiaire afin de justifier son propre plagiat.
Quant au Cercle des femmes (1656), comédie de Samuel Chappuzeau, centrée autour du personnage d'Émilie, jeune femme savante dont est amoureux un vieux pédant qui, éconduit, tente de lui faire prendre pour un gentilhomme un jeune pupille, si elle a parfois été évoquée comme source possible pour Les Précieuses ridicules, ses similitudes avec la pièce de Molière sont trop faibles et trop générales pour qu'on puisse l'affirmer autrement qu'avec circonspection.

### Écriture et composition
Il semblerait que la composition des Précieuses ridicules ait été tributaire des impératifs stratégiques et commerciaux auxquels était soumis Molière : en effet, depuis le printemps 1659, il avait engagé dans sa troupe le comédien Jodelet, pour lequel furent représentées deux pièces de Scarron dont il était le principal protagoniste : Jodelet ou le Maître valet, puis Don Japhet d'Arménie. Mais elles n'eurent pas le succès escompté, les pièces étant anciennes, et Molière décida d'en créer une nouvelle pour le comédien, en dédoublant le rôle du valet ridicule pour le ménager (Jodelet avait sans doute soixante-dix ans au moment où il rejoignit la troupe de Molière.)
C'est ainsi que le dramaturge utilisa le thème du valet déguisé en gentilhomme, repris de Scarron, auquel il eut l'idée d'adjoindre un autre thème, celui de la « fille folle », hérité notamment des Visionnaires, pièce de Desmarets de 1637, que la troupe de Molière interprétait par intermittence au cours du printemps 1659. La forme que prendrait la folie des jeunes femmes (tout comme pour le valet, le rôle avait été dédoublé), Molière la trouva alors dans le Recueil de pièces en prose les plus agréables de ce temps, composées par divers auteurs, paru en 1658, et qui contenait, outre « Les lois de la galanterie » de Sorel, une parodie de la Carte de Tendre de Mademoiselle de Scudéry : la Carte du royaume des Précieuses, écrite en 1654 par le marquis de Maulévrier. Ces textes, avec celui de l'abbé de Pure, devaient lui fournir le nom et les défauts dont seraient parées ses deux jeunes folles.

### La question de la «préciosité»
La question de la préciosité et de sa critique dans la pièce de Molière a fait l'objet de nombreux commentaires, et les historiens de la littérature ont longtemps tenu pour acquis le fait que Molière attaquait moins la préciosité « véritable » que l'une de ses formes dégradées, représentée par la figure de Mademoiselle de Scudéry, ou bien par des salons bourgeois et provinciaux. Le principal problème que posent ces interprétations est qu'elles tiennent pour acquis l'existence même d'un courant précieux, alors que les études modernes montrent qu'il s'agit bien plutôt d'une reconstitution a posteriori d'un phénomène qui relève essentiellement de la mythologie : en effet, l'idée d'une opposition entre une préciosité véritable et une préciosité dégradée est un topos qui remonte à la publication, en 1835, des Mémoires pour servir à l'histoire de la société polie en France, de Louis de Roederer. Cet ouvrage, dans lequel sont opposées une préciosité véritable d'essence aristocratique à une préciosité ridicule d'origine bourgeoise, n'était pas dénué d'arrière-pensées politiques : la construction du mythe de la préciosité, qui renvoie à une certaine nostalgie des salons du XVIIe siècle, permettait d'escamoter ceux du XVIIIe siècle, lesquels accueillirent avec complaisance les idées révolutionnaires. 
Mais à l'époque de Molière, personne ne s'est jamais paré du titre de « précieuse », et les portraits qu'en donnent les textes d'époque sont contradictoires. C'est pourquoi un certain nombre de chercheurs vont jusqu'à proposer de ne plus recourir aux termes de « précieux » et de « préciosité », estimant qu'il ne s'agit que d'un qualificatif parodique et littéraire qui ne recouvre aucune réalité socio-historique concrète. En outre, si les milieux mondains sont bien le thème de la pièce, c'est leurs excès dont Molière se moque ; en effet, le public mondain est non seulement fréquenté par Molière durant sa vie, mais constitue également une partie de son public parisien.
Aussi, dans leur présentation des Précieuses ridicules pour l'édition des Œuvres complètes de Molière dans la Bibliothèque de la Pléiade (2010), Georges Forestier et Claude Bourqui estiment-ils qu'en choisissant le terme de « précieuses » pour définir Magdelon et Cathos, le dramaturge n'a fait que reprendre un terme qui avait été utilisé dans un roman de l'abbé de Pure (à travers lequel il était difficile de se faire une idée de ce qu'il recouvrait), un texte parodique de Charles Sorel, et quelques satires anti-féministes. Il pouvait les faire agir à sa guise, ne conservant que les traits que leur prêtaient les satiristes, à savoir le fait d'être « coquettes et prudes à la fois, minaudières, façonnières et usant d'un "jargon" incompréhensible à qui n'appartenait pas à leur "secte". » 
Dans un registre proche, Myriam Dufour-Maître, écrit dans son étude sur Les Précieuses (2008), que « seul le génie de Molière a su donner la netteté d'un type littéraire achevé à quelques comportements mondains isolés, à quelques pratiques langagières minoritaires, à quelques partis pris esthétiques éphémères. »

### La dynamique farcesque
Les Précieuses ridicules mettent en scène plusieurs caractères appartenant à l'univers de la farce et de la commedia dell'arte, au premier rang desquels Jodelet qui incarnait depuis des décennies le type du valet poltron. Associé à Molière/Mascarille, dont le costume ridiculement chargé était une réminiscence directe du théâtre de la foire, et de Gorgibus/L'Espy, figure traditionnelle du vieillard ridicule (le nom de « Gorgibus » attribué au vieillard semble être de l'invention de Molière), ils recréaient le « trio des farceurs », célèbre trente ans plus tôt, incarnant moins des personnages que des équivalents des « masques » de la comédie italienne. Impression renforcée à la fois par le fait que Jodelet jouait le visage fariné (d'où la réplique de Mascarille : « il ne fait que sortir d'une maladie qui lui a rendu le visage pâle, comme vous le voyez ») et par la signification du nom de « Mascarille », dont l'étymologie renvoie à l'idée de masque.
De plus, Mascarille et Jodelet (qui, en se présentant comme des aristocrates aux yeux des précieuses, jouent une seconde farce dans la première), se livrent à un jeu burlesque typiquement farcesque (Mascarille faisant tâter ses blessures, Jodelet qui est dépouillé d'une multitude de gilets), avant d'être les victimes de la traditionnelle bastonnade à la fin de la pièce.
La dynamique farcesque des Précieuses ridicules masque toutefois, selon Bernadette Rey-Flaud, une dimension plus sombre de la pièce : dans son étude sur Molière et la farce, elle explique en effet que le jeu scénique étourdissant de Jodelet et de Mascarille fait oublier que tous deux sont les instruments d'une vengeance sans pitié de la part des amants éconduits : lorsqu'à la fin de la pièce les deux bouffons se retrouvent dépouillés de leurs vêtements, ils sont face à deux jeunes femmes pareillement dépouillées de leur suffisance et de leur prétention. Ainsi, à la mise à nu physique des uns correspond la mise à nu morale des autres, tous quatre demeurant sans défense et démunis face à la misère et à la honte.